# Costa Azul (Francia)
La Costa Azul (en francés Côte d'Azur), a veces llamada la Riviera Francesa, es la denominación que recibe una parte del litoral mediterráneo en el sureste de Francia y la totalidad de Mónaco. Es uno de los centros mundiales del turismo y residencia de numerosos personajes célebres, que alberga localidades de referencia como Montecarlo, en el Principado de Mónaco, Saint Tropez y Cannes, conocida por su festival de cine.

## Origen del término e historia contemporánea

François Stéphène Émile Liégeard.

El origen del término se debe al escritor Stéphen Liégeard, que lo utilizó en 1887 para el título de su obra Côte d'Azur, inspirándose en el término Azur, que en heráldica significa 'azul'. Para Liegeard, la Costa Azul fue un nombre poético para llamar a la costa que se extendía desde Marsella hasta Génova, en Italia, y que se conocía como Riviera de Niza o Riviera de Génova.  
En el siglo XX la Costa Azul se había convertido en un destino preferido para la aristocracia y burguesía del norte de Europa por la suavidad de su clima, especialmente en invierno. Personas importantes la visitaron a menudo, como Winston Churchill, ayudando a su popularización entre la clase alta británica, que la conocía como French Riviera. En la Segunda Guerra Mundial, la región fue escenario del desembarco aliado en la Operación Anvil Dragoon.  
Al ser una zona importante, el gobierno francés creó la región administrativa de Provence-Alpes-Côte d'Azur para administrar el litoral comprendido por la Costa Azul y los departamentos del territorio montañoso interior de los Alpes marítimos.

## Localidades
- Niza;
- Cannes;
- Antibes;
- Saint-Tropez;
- Saint-Raphael;
- Montecarlo;
- Monaco-Ville;
- Tolón;
- Menton;
- Aviñón;
- Hyères;
- Grasse;
- Èze;
- La Ciotat;
- Cassis;
- Fréjus;
- Le Lavandou;
- Sainte-Maxime;
- Saint-Paul-de-Vence;
- Villefranche-sur-Mer;
- Cagnes-sur-Mer;
- Théoule-sur-Mer.